# Pseudomurarka nakamionka
Pseudomurarka nakamionka, murarka nakamionka (Hoplitis anthocopoides) − gatunek pszczoły z rodziny miesierkowatych. Jest to pszczoła samotna, nie tworząca roi. Komórki, w których umieszcza jaja buduje z pyłu skalnego. Występuje w Europie, północnej Afryce i Ameryce Północnej.
Rodzimy zasięg pseudomurarki nakamionki obejmuje Europę, do Ameryki Północnej został zawleczony przez człowieka. Po raz pierwszy jego obecność została tam zaobserwowana w 1969 r. Pszczoła ta jest wyspecjalizowana pokarmowo, żeruje na żmijowcu i czasami na farbowniku.